# Методий Кусев
 Тази статия е за българския възрожденски деец.  За неговия правнук богослов вижте Методи Кусев (богослов).  
Вижте пояснителната страница за други личности с името Методий.
Методий е висш български духовник и общественик от Прилеп, един от водачите на движението за църковна независимост и национално обединение със съществен принос за защитата на българската кауза пред Великите сили по време на Източната криза от 1876 – 1878 година. Като протосингел на Екзархията Кусев прави много за утвърждаването на българщината в Македония непосредствено след Берлинския договор. Като старозагорски митрополит от 1896 до 1904 и от 1920 до 1922 година е виден участник в обществения живот на града, основател на парка „Аязмото“. Автор е на много статии и брошури по църковни и национални въпроси. Негов личен архивен фонд се съхранява в Държавна агенция „Архиви“.

## Биография

### Ранни години (до 1871)
Роден е през септември 1838 или 1840 година в големия български македонски град Прилеп със светското име Тодор (Тоде) Йовчев Кусев. Той е шесто дете в семейството на търговеца на тютюн Йовче и жена му Екатерина. Родителите на Тодор умират рано. Той и братята и сестра му са отгледани и образовани от съграждани. Братята му Гьорче и Константин развиват широка търговска дейност и се замогват. Брат му Даме Кусев е член на създадената в 1867 година революционна организация Неа Филики Етерия. Племенникът му Георги Кусев е виден български индустриалец. Тодор завършва първоначално образование в родния си град в частното училище на хаджи поп Костадин Дингов, а след това гръцката прогимназия. Тодор Кусев взема участие в организирането на еснафските сдружения в града, прогонването на гъркоманите от църквата и училището и основаването на българското читалище „Надежда“ и неделното училище в 1867 година. Кусев става един от водачите на българското църковно движение в Прилеп, като е водач на партията на младите в Прилепската българска община. При раздялата с гъркоманите, които в 1871 година си построяват нова църква, Кусев заявява в реч в българската църква:
| „ | Анатема да бъде на оня българин, който би помогнал с нещо за постройката на гръцката църква, и който би пристъпил прага ѝ. | “ |

### Участие в учредяването на Българската екзархия (1871 – 1873)
Кусев е делегат на Пелагонийската епархия на Първия църковно-народен събор в Цариград през 1871 година. Още на третото подготвително заседание Кусев обосновава правото на делегатите от епархиите в Македония и Тракия, неупоменати във фермана за основаване на Българската екзархия, да участват в събора. Според Кусев македонските българи участват от самото начало в българската църковна борба и имат право на глас за устройството на Екзархията, в която ще влязат:
| „ | Как да не ги приемеш сега като са дошли? Да ги изпъдим ли? Не! Народът ще ни похвали. Те са българи, затова трябва да ги приемем. Самото им дохождане показва, че са българи, и че искат да са българи; ако ни каже някой, че не са българи, ний ще кажем: ето ги, на ги. | “ |

Речите на Кусев и Гаврил Кръстевич карат мнозинството на събора да одобри приемането на всички избрани от народа представители на неупоменатите във фермана епархии.
Кусев участва в комисията на събора, която прави промени в границите на екзархийските епархии. Заема се с изработване на Правилник за реда и управлението на Прилепската българска църковна община, слага архива в ред, организира избор на ръководство и водене на протоколна книга. Участва и в избирането на първия български екзарх Антим I на 16 февруари 1872 година. След това Кусев преподава в българското училище в Цариград от 1872 до 1873 година. Влиза в Екзархийския съвет, учреден през декември 1873 година на мястото на разпуснатия Църковно-народен събор.
Кусев работи упорито за прилагане на член 10 от фермана за Екзархията и за изпращане на български митрополит в Пелагонийска епархия, смятана все още от местните власти за патриаршеска. В постъпките си пред османското правителство той се мотивира с големи злоупотреби в епархията. Заедно с Найден Геров Кусев посещава великия везир, който вследствие разрешава на екзарха да подаде такрир (официално обръщение). В резултат на действията на Кусев, Високата порта заповядва на управителя в Битоля да се съобрази с българската църковна йерархия и с тези, които я представят, и да се старае
| „ | българите да бъдат твърде много задоволявани и да бъдат бащински закриляни от тормоза и другите постъпки на Патриаршията. | “ |

### Принос към националноосвободителните борби (1876 – 1879)
На 4 април 1873 година по настояване на Антим I Тодор Кусев е подстриган в монашество под името Методий. Кусев е подстриган от Пелагонийския митрополит Евстатий в българската църква „Свети Стефан“ в Цариград. Скоро след това Методий става йеромонах в Пловдив. На 24 ноември същата година е ръкоположен за архимандрит и е назначен за протосингел на Пловдивската митрополия, на който пост остава до 1880 година. Методий описва в своите неиздадени „Възпоменания от Българското Възраждане“ пребиваването си в Пловдив и събитията от този период. Докато е в Пловдив, архимандрит Методий организира стопанския живот на епархията с изграждането на взаимоспомагателни каси в противовес на лихварството.
По време на Априлското въстание архимандрит Методий се застъпва пред турските власти в защита на разбунтувалите се села и предотвратява второ клане в Перущица. Заедно с пловдивския митрополит Панарет, епископ Гервасий Левкийски и дякон Максим Пелов събира сведения за издевателствата, извършени над българското християнско население при потушаването на въстанието, и ги пренася тайно в Цариград през май 1876. Начело на създадената от Екзархията „Народна комисия“ (в която влизат още Константин Величков, Георги Тишев, Стефан Панаретов и Иван Славейков), архимандрит Методий обработва събраните свидетелства в изложения до дипломатическите представителства и кореспондентите на европейските вестници в османската столица. Резултат от това е статията на Едвин Пиърс от 23 юни в опозиционния лондонски вестник „Дейли Нюз“ за жестокостите над българите, последвана от Цариградската конференция на Великите сили.
Методий Кусев е инициатор на писмото на Антим I до санктпетербургския митрополит Исидор, върху което руският император Александър II собственоръчно написва като резолюция на 12 август 1876 година „Да се освободи България“. В качеството си на посредник между Екзархията и българските делегати пред Великите сили, в края на август Методий Кусев внушава на Марко Балабанов и Драган Цанков
| „ | да се иска непременно автономия... България с Южна (Тракия) и Западна (Македония) България“. | “ |

Народната комисия, ръководена от Кусев, е в основата на проекта за устройството на бъдещата българска автономна област, която е представена заедно с карта и етнографска статистика на пълномощниците на големите европейски държави на Цариградската конференция (23 декември 1876 – 20 януари 1877 г.). Методий Кусев и Георги Груев оглавяват събирането и обработката на статистическите сведения, които са публикувани като подлистник в цариградския френски вестник „Курие д'Ориан“, а по-късно и като отделна брошура, озаглавена „Етнография на вилаетите Адрианопол, Монастир и Салоника“. Съдейства за демонстративното отсъствие на Антим I от официалния дипломатически прием на Високата порта по случай новата турска конституция, с което се изразява несъгласието на българите с половинчатите реформи в Османската империя. С тайно писмо до Пловдив, Сливен и Стара Загора приканва българите да не подписват „благодарствените адреси“, събирани от османските власти в подкрепа на новата конституция, която противоречи на проекта за българска автономия.
На 24 април 1877 архимандрит Методий взема участие в избирането на новия български екзарх Йосиф I, на мястото на прогонения от властите Антим I.
Под натиска на османските власти, през април 1877 година архимандрит Методий заминава от Цариград за Русия. В започналата по същото време руско-турска война се поставя в услуга на руското командване в Северна България. Съветва организатора на гражданската администрация княз Владимир Черкаски за българо-гръцките отношения. В Търново архимандрит Методий организира настаняването на бежанците и държи проповеди против спекулантите и мародерите. След Одринското примирие (31 януари 1878) пледира пред руските власти в защита на етническата и териториална цялост на България.
Архимандрит Методий се включва в съпротивата срещу Берлинския договор като един от ръководителите на пловдивския комитет „Единство“, който се бори за незабавно съединение на Източна Румелия и Княжество България и подпомага Кресненско-Разложкото въстание с пари и доброволци.

### Усилия за укрепване на Екзархията и българските училища в Македония (1879 – 1886)
След Берлинския договор Русия решава да премести седалището на Българската екзархия от Цариград в освободените земи. По нареждане на княз Дондуков екзарх Йосиф I заминава за Пловдив, поставяйки под въпрос българските църковни и образователни институции в останалата под османска власт Македония. През лятото на 1879 година архимандрит Методий заминава за Цариград, за да противодейства на руските намерения. По негова инициатива местните българи отправят призив за завръщане на екзарха и заплашват, че в противен случай македонското население ще потърси уния с католическата църква. Заплахата е насочена не към екзарха, а към руската дипломация, и цели да предотврати засилване на гръцката патриаршия в Македония и Одринско. Пратеници на Методий получават съгласието на папския викарий епископ Паоло Брунони за установяване на уния при условията от 1860 година. В този контекст архимандритът се среща и с австрийския посланик граф Ференц Зичи.
В резултат на тези постъпки и на персонален ултиматум от Методий през януари 1880 екзарх Йосиф се завръща в Цариград със съгласието на Русия. Веднага след това инициативата за уния е прекратена. Методий е назначен за протосингел на Екзархията – длъжност, която заема през следващите шест години. От 1881 до 1883 година, докато екзархът е на лечение в чужбина, Методий е временно управляващ Екзархията. В това си качество убеждава руската дипломация да не търси отмяна на схизмата от 1872 година и така предотвратява връщане на българите под върховната духовна юрисдикция на Цариградската патриаршия.</ref>
Като заместник на екзарха архимандрит Методий се заема с църковно-просветното дело в Македония и Одринско. По думите на Божил Райнов
| „ | (в) трите години след Освобождението екзархът живееше във васалното на султана Княжество България. Уреждането на черкви, училища и общини остави на екзархийския протосингел, който за голямо щастие на българите беше архимандрит Методий. Той започва да работи като екзархийски наместник за припознаване на църковните общини, чиито функции бяха суспендирани през време на Руско-турската война. Със своята просветна дейност Методий е пръв организатор на учебното дело в Турция и се налага като негласен министър на просветата в Македония ... Цяла Македония се покри с училища ... За малко време, в две-три години даде се такъв подем на учебното дело, че се зачудиха и чужденците ... Всичко това се дължи на дядо Методий Кусев ... | “ |

В Солун на екзархийския протосингел помагат Наум Спространов, назначен с негова помощ за преводач в руското консулство, и Козма Пречистански, избран по негова препоръка за председател на солунската българска община. Противно на Кузман Шапкарев, който настоява за отваряне на гимназия в Солун, Методий предлага учебното средище на Македония да бъде в намиращия се в географския ѝ център град Прилеп, който е известен с будното си българско население. В 1881 година Методий и секретарят на Екзархията Добри Ганчев решават да учредят гимназия в Прилеп. Намерението им е осуетено от Шапкарев, който задържа уведомителните писма до Прилепската община и убеждава екзархийското ръководство да избере Солун. Солунската българска мъжка гимназия е основана официално през октомври 1881 година, а на следващата година е осветена тържествено от архимандрит Методий.

### Богословско образование (1886 – 1892)
В 1886 година архимандрит Методий заминава да учи в Русия като стипендиант на Троянския манастир „Успение Богородично“. До 1888 следва в Киевската духовна семинария, а след това до 1892 учи в прочутата Санктпетербургска духовна академия. На 7 октомври същата година става ректор на новосъздадената Цариградската семинария (днешната Пловдивска духовна семинария „Св. св. Кирил и Методий“). Остава на поста до началото на 1894 година.

### Дейност начело на Старозагорската епархия (1894 – 1922)
В 1894 година Методий Кусев е изпратен за временно управляващ на новата Старозагорска епархия. На 24 април получава титлата велички епископ, а по-късно същата година е възведен в митрополитски сан. На 14 юли 1896 година е избран за първи български канонически митрополит на Стара Загора с пълно мнозинство от Светия синод.
Като старозагорски митрополит Методий допринася трайно за благоустройството на своята епархия. На 28 февруари 1895 година Старозагорски засажда първите фиданки на красивия парк „Аязмото“, основавайки лесопарк „Св. княз Борис-Михаил“ („Аязмото“). Два месеца по-късно полага основите на църквата „Свети Теодор Тирон“. В 1896 година основава Старозагорския благотворителен комитет „Свети Йоан Милостиви“, начело на който остава до смъртта си.
Митрополит Методий участва в редица патриотични инициативи. В 1895 година заедно с Илия Георгов, Георги Паунчев и Георги Капчев влиза в делегация, която от името на Македонския комитет в Плоещ моли руското правителство за прилагане на обещаните от Берлинския конгрес реформи в Македония. В 1898 година организира честване на 30-годишнината от смъртта на Хаджи Димитър и четата му на връх Бузлуджа. Полага и освещава основите на бъдещия паметник и параклис на лобното място на четниците. В 1902 година Методий се противопоставя на плановете Шипченският манастир „Рождество Христово“ да бъде осветен само от руски духовници, тъй като българските са схизматични, и води службата по освещаване храм-паметника.
|                                                                            |  |
| Вестниците „Отбрана“ на митрополит Методий и „Временен лист“ на Иван Кутев |  |

Методий Кусев развива широка антисоциалистическа дейност в епархията си. В 1899 година е отговорен редактор на излизащия в Стара Загора вестник „Отбрана“, който е на антисемитски позиции и се бори с безбожието и социализма. В 1901 година местният широк социалист Иван Кутев отвръща с антиклерикалната брошура „Владиката Методи Кусевич пред обществения съд“ и започва публикуването на вестник „Временен лист“ за агитация срещу владиката. Недоволен от реакцията на църковната управа, между 1904 до 1920 година митрополит Методий завежда над 20 углавни дела срещу Иван Кутев, Никола Габровски, Георги Бакалов, Евтим Дабев и други социалисти. Повечето от делата завършват с неуспех за митрополита, но той не се отказва и пише редица протестни писма до Светия синод, Министерството на външните работи и изповеданията и други институции.
Миторполит Методий води активна борба и с появилата се в епархията му католическа пропаганда. В 1899 година издава брошурата си „Покушенията на католическата пропаганда в Ст. Загора“, в която твърди, че българщината и православието са обвързани, тоест истинските българи са само православните.
В 1904 година със спорни и неизяснени мотиви Светият Синод отнема административните права на митрополит Методий над Старозагорската епархия. Това става след интерпелации в Народното събрание от социалистите, които подтикват група свещеници да подадат оплакване до Светия синод за злоупотреби на митрополита, свързани с парка. Въпреки защитата от цар Фердинанд и други влиятелни лица при русофилското правителство и нагласа на мнозинството митрополити Синодът отнема административните права на Методий в епархията, без да назначи нов митрополит.
Митрополт Методий Кусев и цар Фердинанд са в близки отношения. По време на войните на България за национално обединение от 1912 до 1918 година двамата поддържат обемна поверителна кореспонденция, в която митрополитът съветва Фердинанд относно военните действия и държавническите дела.
След Първата световна война Методий Кусев се опитва да въздейства върху победителите за справедлив мир. На 14 март 1919 година той отправя призив към американския президент Удроу Уилсън да не допуска трайното откъсване на Македония и Добруджа от България с бъдещия мирен договор.
Методий Старозагорски умира в дома си на 1 ноември 1922 година, точно две години след синодалното му реабилитиране. Погребан е в Стара Загора, в парка „Аязмото“, непосредствено до църквата „Свети Теодор Тирон“.

## Социално-етически и политически възгледи

### За възпитанието, вярата и социализма
В 1895 година Методий Кусев публикува в Казанлък труда си „Възпитанието в духа на християнството или безбожието“, в който изтъква, че възпитанието и образоването имат централна роля във формирането на човека, като от своя страна възпитанието е процес, който се развива и продължава постоянно. В брошурата митрополит Методий защитава положителните ефекти на религиозното възпитание и води остра полемика със социалистите. Според Методий Кусев определящо значение за поддържането на справедливо общество няма конкретната форма на държавно управление, а високата нравственост и вяра на отделните граждани. Също така правото на собственост е неоспорима част от живота на човека. В критиката си към социализма той определя за най-голямо зло за съвременния човек разпространението на атеистичните схващания. Според него материалистичната нагласа към живота води към разруха и превръща безбожния социализъм в
| „ | сеятел на разврата, поразител на морала, враг на общественото благосъстояние и подкопател основанията на държавното могъщество. | “ |

Методий изразява мнението си, че атеистичното възпитание създава продажна и тираническа интелигенция. Според него издигането на авторитета на отделния човек трябва да е крайната цел на възпитанието в разрез с разбиранията на социалистите за превръщане на хората в еднородна маса и пролетариат.

### За националното обединение
След окупирането на по-голямата част от Македония от Сърбия и Гърция по време на Балканската война в 1912 година, Методий Кусев издава в Чирпан книгата „Македония в своите жители само сърби няма“. В основата на книгата е диспут за характера на македонското население, който Кусев води през януари 1890 година в Санкт Петербург със сръбския дипломат Джордже Симич. Според български източници Методий така убедително отхвърля сръбските претенции пред членовете на Руското имперско географско дружество, че предизвиква оставката на бъдещия сръбски министър-председател от посланическия пост в Русия. Близо четвърт век по-късно, тезите от този диспут са допълнени в книгата с етнографски, исторически и географски аргументи за присъединяване на Западна Македония към България. В нея се доказва българщината на славянското население в Македония и се отхвърля „угнетителното и отвратително поведение“ на новите сръбски власти във Вардарска Македония, които се стремят да обявят македонските българи за сърби. Според митрополит Методий и
| „ | прѣди да има Екзархия, прѣди да начене възраждането на българитѣ, славянското население въ Македония се е наричало българи ... [и следователно] и западна Македония трѣбва да се присъедини къмъ България. | “ |

След погрома на България в Междусъюзническата война в 1913 година, в 1914 година Методий Кусев издава книгата „Погрома на България. Виновникът“, в която обвинява руската политика за първата национална катастрофа. Пред познати упреква и българските политици, които вярват напразно в руска подкрепа.
В 1915 година Методий Кусев заявява на Петър Карчев:
| „ | Русофил съм от детинство, но винаги съм разбирал, че не всякога руските интереси са съвпадали с нашите, българските. Трябва нашите политици да ги разбират тези неща и ако добре ги проумеят, няма никога да им става мъчно, когато видят, че не сме получили подкрепа от Русия. Ако добре разбираха нашите политици, че е естествено да се явят в даден момент различия в интересите ни с тази велика държава, те нямаше да очакват нейната подкрепа, щяха своевременно да си вземат мерките и нямаше да тласкат страната си слепешком към злощастия. | “ |

## Оценки и почит
Йосиф I отчита заслугите на Методий за учебното дело в Македония, но го обвинява, че със своята „буйност ... и щедрост до разпиляване“ е настроил политиците в София и Пловдив срещу себе си и че се опитва да оглави сам Екзархията. На 25 октомври 1884 година екзархът записва в дневника си следната равносметка:
| „ | ... той доказа, че поставен под заповед, той със своята пъргавина и енергия, е полезен, но самостоятелен той прави много грешки и няма сериозността и умението да играе ролята, към която се стреми. | “ |

Добри Ганчев пише за Методий Кусев:
| „ | Безскрупулен е Методий. Пред нищо не се спира, кога е въпрос за общото дело ... Волята у Методий от стомана скована. Неуморна, никакви препятствия не я спират. Даже и здравият разум. В очите на остепенните хора минава за лудничав ... Патриотизмът у Методия минава границите на разума. Дали тази му любов към Македония не е народностен фанатизъм? Търси българи в Албания, в Епир, в Призренско. Село българско да не остане извън пределите на родната църква. Жесток до изуверство и към верски и народни противници, ризата от гърба си дава на тези, които протягат ръка към него ... В моите очи Методий Кусевич е фанатик от средновековен тип. Таквизи са и мнозинството от съвременниците му македонци. Измряха в непосилна борба. Заедно с това погубиха и България. | “ |

Описвайки дейността му след Берлинския договор и Кресненско-Разложкото въстание, патриарх Кирил оценява приноса на Методий Кусев за запазването на Екзархията със средище в Цариград като защитник на българското население в Османската империя:
| „ | Тоя твърде смел и предприемчив прилепчанин не оставял събитията да го изпреварват, а искал сам да ги създава, познавайки ... политическото положение в Македония, при което могло да се очаква не само противодействие от страна на турци и гърци, но и дезориентация от страна на самото българско население ... Българското население в Македония било подложено на тежко гонение, затворите са били пълни, а големи групи македонски заточеници се намирали вече в Анадола. Архимандрит Методий схващал, че при такава обстановка трябва да се действува бързо решително и да се създават факти, с които турското правителство, въпреки всичко, не би могло съвсем леко да се справи. | “ |

Племенник на Методий е Владимир Кусев, председател на Националния комитет на Съюза на македонските братства и член-учредител на Македонския научен институт, който публикува биография на митрополита в списание „Македонски преглед“.
Димитър Талев увековечава Методий Кусев като прототип на Лазар Глаушев. В романа „Железният светилник“ е описана реална случка на бунт, който Кусев вдига още в младежките си години срещу гръцки свещеници в Прилеп.
На Методий Кусев са кръстени Мъжкият камерен хор „Митрополит Методий Кусев“, създаден в Стара Загора в 1989 година, който има над 800 сценични изяви и булевард в Стара Загора, където също има издигнат негов паметник. Парк „Аязмото“ е прекръстен в чест на Методий Кусев на лесопарк „Митрополит Методий Кусев – Аязмо“.
Булевард в Стара Загора, както и улици в София (Карта) и Добрич носят неговото име.
За заслугите си към града и неговите граждани, в края на 2000 година митрополит Методий Старозагорски е удостоен посмъртно от клуб „Отворено общество“ със званието „Личност на хилядолетието“.
Кусев нос в Антарктика е наименуван в чест на Методий Кусев.

## Родословие
|                           |                           |                           |                           |                           |                           |  |  |                             |                             |                             |                             |                             |                             |  |  |                              |                              |                              |                              |                              |                              |  |  |                              |                              |                              |                              |                              |                              |  |  |                            |                            |                            |                            |                            |                            |  |  |                  |                  |                  |                  |                  |                  |  |  |                            |                            |                            |                            |                            |                            |  |  |                            |                            |                            |                            |                            |                            |  |  |  |  |  |  |  |  |  |  |  |  |  |  |  |  |
|                           |                           |                           |                           |                           |                           |  |  |                             |                             |                             |                             |                             |                             |  |  |                              |                              |                              |                              |                              |                              |  |  |                              |                              |                              |                              |                              |                              |  |  |                            |                            |                            |                            |                            |                            |  |  |                  |                  |                  |                  |                  |                  |  |  |                            |                            |                            |                            |                            |                            |  |  |                            |                            |                            |                            |                            |                            |  |  |  |  |  |  |  |  |  |  |  |  |  |  |  |  |
|                           |                           |                           |                           |                           |                           |  |  |                             |                             |                             |                             |                             |                             |  |  | Йовче Кусев                  | Йовче Кусев                  | Йовче Кусев                  | Йовче Кусев                  | Йовче Кусев                  | Йовче Кусев                  |  |  |                              |                              |                              |                              |                              |                              |  |  |                            |                            |                            |                            |                            |                            |  |  |                  |                  |                  |                  |                  |                  |  |  |                            |                            |                            |                            |                            |                            |  |  | Кусев                      | Кусев                      | Кусев                      | Кусев                      | Кусев                      | Кусев                      |  |  |  |  |  |  |  |  |  |  |  |  |  |  |  |  |
|                           |                           |                           |                           |                           |                           |  |  |                             |                             |                             |                             |                             |                             |  |  | Йовче Кусев                  | Йовче Кусев                  | Йовче Кусев                  | Йовче Кусев                  | Йовче Кусев                  | Йовче Кусев                  |  |  |                              |                              |                              |                              |                              |                              |  |  |                            |                            |                            |                            |                            |                            |  |  |                  |                  |                  |                  |                  |                  |  |  |                            |                            |                            |                            |                            |                            |  |  | Кусев                      | Кусев                      | Кусев                      | Кусев                      | Кусев                      | Кусев                      |  |  |  |  |  |  |  |  |  |  |  |  |  |  |  |  |
|                           |                           |                           |                           |                           |                           |  |  |                             |                             |                             |                             |                             |                             |  |  |                              |                              |                              |                              |                              |                              |  |  |                              |                              |                              |                              |                              |                              |  |  |                            |                            |                            |                            |                            |                            |  |  |                  |                  |                  |                  |                  |                  |  |  |                            |                            |                            |                            |                            |                            |  |  |                            |                            |                            |                            |                            |                            |  |  |  |  |  |  |  |  |  |  |  |  |  |  |  |  |
| Спиридон Кусев            | Спиридон Кусев            | Спиридон Кусев            | Спиридон Кусев            | Спиридон Кусев            | Спиридон Кусев            |  |  | Методий Кусев (1838 – 1922) | Методий Кусев (1838 – 1922) | Методий Кусев (1838 – 1922) | Методий Кусев (1838 – 1922) | Методий Кусев (1838 – 1922) | Методий Кусев (1838 – 1922) |  |  | Георги Кусев                 | Георги Кусев                 | Георги Кусев                 | Георги Кусев                 | Георги Кусев                 | Георги Кусев                 |  |  | Илия Ачков                   | Илия Ачков                   | Илия Ачков                   | Илия Ачков                   | Илия Ачков                   | Илия Ачков                   |  |  | Ануша Ачкова (1834 – 1907) | Ануша Ачкова (1834 – 1907) | Ануша Ачкова (1834 – 1907) | Ануша Ачкова (1834 – 1907) | Ануша Ачкова (1834 – 1907) | Ануша Ачкова (1834 – 1907) |  |  | Димитър Кусев    | Димитър Кусев    | Димитър Кусев    | Димитър Кусев    | Димитър Кусев    | Димитър Кусев    |  |  | Константин Кусев           | Константин Кусев           | Константин Кусев           | Константин Кусев           | Константин Кусев           | Константин Кусев           |  |  | Христо Кусев               | Христо Кусев               | Христо Кусев               | Христо Кусев               | Христо Кусев               | Христо Кусев               |  |  |  |  |  |  |  |  |  |  |  |  |  |  |  |  |
| Спиридон Кусев            | Спиридон Кусев            | Спиридон Кусев            | Спиридон Кусев            | Спиридон Кусев            | Спиридон Кусев            |  |  | Методий Кусев (1838 – 1922) | Методий Кусев (1838 – 1922) | Методий Кусев (1838 – 1922) | Методий Кусев (1838 – 1922) | Методий Кусев (1838 – 1922) | Методий Кусев (1838 – 1922) |  |  | Георги Кусев                 | Георги Кусев                 | Георги Кусев                 | Георги Кусев                 | Георги Кусев                 | Георги Кусев                 |  |  | Илия Ачков                   | Илия Ачков                   | Илия Ачков                   | Илия Ачков                   | Илия Ачков                   | Илия Ачков                   |  |  | Ануша Ачкова (1834 – 1907) | Ануша Ачкова (1834 – 1907) | Ануша Ачкова (1834 – 1907) | Ануша Ачкова (1834 – 1907) | Ануша Ачкова (1834 – 1907) | Ануша Ачкова (1834 – 1907) |  |  | Димитър Кусев    | Димитър Кусев    | Димитър Кусев    | Димитър Кусев    | Димитър Кусев    | Димитър Кусев    |  |  | Константин Кусев           | Константин Кусев           | Константин Кусев           | Константин Кусев           | Константин Кусев           | Константин Кусев           |  |  | Христо Кусев               | Христо Кусев               | Христо Кусев               | Христо Кусев               | Христо Кусев               | Христо Кусев               |  |  |  |  |  |  |  |  |  |  |  |  |  |  |  |  |
|                           |                           |                           |                           |                           |                           |  |  |                             |                             |                             |                             |                             |                             |  |  |                              |                              |                              |                              |                              |                              |  |  |                              |                              |                              |                              |                              |                              |  |  |                            |                            |                            |                            |                            |                            |  |  |                  |                  |                  |                  |                  |                  |  |  |                            |                            |                            |                            |                            |                            |  |  |                            |                            |                            |                            |                            |                            |  |  |  |  |  |  |  |  |  |  |  |  |  |  |  |  |
|                           |                           |                           |                           |                           |                           |  |  |                             |                             |                             |                             |                             |                             |  |  |                              |                              |                              |                              |                              |                              |  |  |                              |                              |                              |                              |                              |                              |  |  |                            |                            |                            |                            |                            |                            |  |  |                  |                  |                  |                  |                  |                  |  |  |                            |                            |                            |                            |                            |                            |  |  |                            |                            |                            |                            |                            |                            |  |  |  |  |  |  |  |  |  |  |  |  |  |  |  |  |
| Антон Кусев (1860 – 1924) | Антон Кусев (1860 – 1924) | Антон Кусев (1860 – 1924) | Антон Кусев (1860 – 1924) | Антон Кусев (1860 – 1924) | Антон Кусев (1860 – 1924) |  |  | Йордан Кусев (1862 – 1947)  | Йордан Кусев (1862 – 1947)  | Йордан Кусев (1862 – 1947)  | Йордан Кусев (1862 – 1947)  | Йордан Кусев (1862 – 1947)  | Йордан Кусев (1862 – 1947)  |  |  | Владимир Кусев (1867 – 1941) | Владимир Кусев (1867 – 1941) | Владимир Кусев (1867 – 1941) | Владимир Кусев (1867 – 1941) | Владимир Кусев (1867 – 1941) | Владимир Кусев (1867 – 1941) |  |  | Пантелей Кусев (1873 – 1926) | Пантелей Кусев (1873 – 1926) | Пантелей Кусев (1873 – 1926) | Пантелей Кусев (1873 – 1926) | Пантелей Кусев (1873 – 1926) | Пантелей Кусев (1873 – 1926) |  |  |                            |                            |                            |                            |                            |                            |  |  | Александър Кусев | Александър Кусев | Александър Кусев | Александър Кусев | Александър Кусев | Александър Кусев |  |  | Данаил Кусев (1894 – 1978) | Данаил Кусев (1894 – 1978) | Данаил Кусев (1894 – 1978) | Данаил Кусев (1894 – 1978) | Данаил Кусев (1894 – 1978) | Данаил Кусев (1894 – 1978) |  |  | Георги Кусев (1860 – 1931) | Георги Кусев (1860 – 1931) | Георги Кусев (1860 – 1931) | Георги Кусев (1860 – 1931) | Георги Кусев (1860 – 1931) | Георги Кусев (1860 – 1931) |  |  |  |  |  |  |  |  |  |  |  |  |  |  |  |  |